# Богадельня д. Филипповское Борский район
Богадельня, которая находится в деревне Филипповское и построенная купцом Николаем Бугровым. Построена в 1894 году.

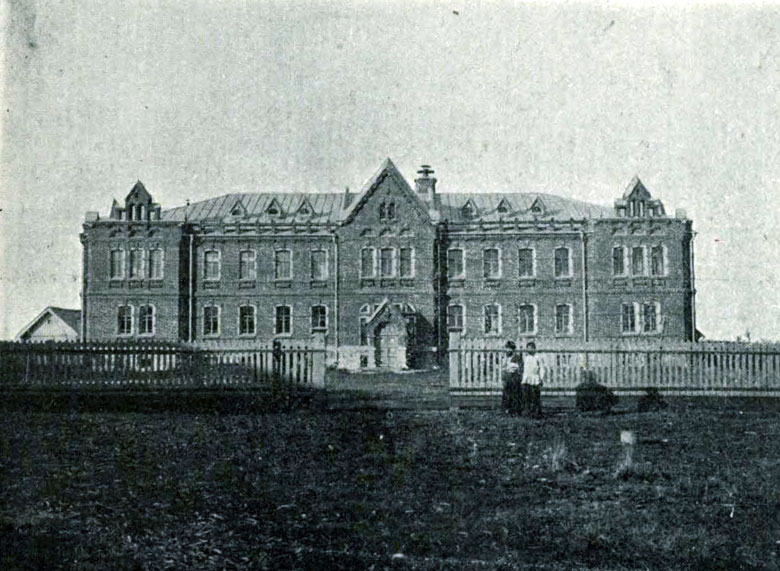
Фото из книги «Памяти Н.А. Бугрова» (Нижний Новгород, 1911)

## История
Старообрядческая богадельня Бугрова была построена в 1894 году, предназначенная для проживания 40 престарелых и увечных женщин. Николай Александрович смог получить разрешение свыше, но с указанием убрать из названия слово «старообрядческая».
Финансирование — содержание призреваемых, ремонт строений и другие необходимые расходы — должно было осуществляться за счет процентов с весьма внушительного вклада в размере 80 тысяч рублей, внесенного Бугровым в Нижегородский Николаевский городской общественный Банк. Богадельня для старообрядцев была построена на средства Н.А. Бугрова в 1899-1902 гг. архитектором Фрелих Н.А. в деревне Филипповское.
Во времена Великой Отечественной войны богадельня стала госпиталем для раненых, а по окончании стала домом отдыха для ветеранов.
На данный момент, в 2024 году, здание отреставрировано и работает как загородный клуб «Малиновая Слобода».